# George Baldock
George Henry Ivor Baldock - em grego, Τζορτζ Μπάλντοκ (Buckingham, 9 de março de 1993 – Glyfáda, 9 de outubro de 2024) foi um futebolista grego nascido na Inglaterra que atuava como lateral-direito.
Seu irmão, Sam Baldock, também atuou profissionalmente e jogava como atacante.

## Carreira em clubes
Após jogar nas categorias de base do Milton Keynes Dons, Baldock fez sua estreia profissional em maio de 2010 contra o Brighton & Hove Albion, entrando como substituto de Daniel Powell aos 36 minutos do segundo tempo, enquanto seu primeiro jogo como titular foi apenas na última rodada da League One de 2010–11, na vitória por 2 a 1 sobre o OIdham Athletic.
Entre 2011 e 2012, foi emprestado para Northampton Town, Tamworth (teve 2 passagens por empréstimo) ÍBV e Oxford United antes de ser reintegrado ao MK Dons em 2013–14, tendo inclusive atuado na goleada por 4 a 0 sobre o Manchester United (que atuou com um time misto) na Copa da Liga Inglesa, em agosto de 2014. Ele ainda jogaria 2 vezes por empréstimo no Oxford United> a primeira até o final da League Two de 2014–15 e a segunda na primeira metade da temporada seguinte, mas suas boas atuações pelos U's fizeram com que o MK Dons pedisse a reintegração de Baldock ao elenco, em janeiro de 2016.
Em junho de 2017, após 125 partidas e 2 gols marcados pelo MK Dons, o lateral se reuniu com Chris Wilder, então técnico do Sheffield United e com quem havia trabalhado no Oxford United, assinando com os Blades por um valor não divulgado, marcando seu primeiro gol pela equipe na vitória por 3 a 0 sobre o Sunderland, em dezembro do mesmo ano, além de ter acompanhado a subida do Sheffield para a Premier League em abril de 2019. Ao final da temporada, o clube terminaria em nono lugar na classificação, quando era cotado como candidato ao rebaixamento, além de ser descrito como "excelente" pelo jornal The Independent juntamente com o lateral-esquerdo Enda Stevens. Seguiu como titular absoluto do Sheffield até a temporada 2023–24, quando foi prejudicado por lesões e atuou em apenas 13 partidas na campanha que terminou com o rebaixamento da equipe para a EFL Championship. Somando todas as competições, Baldock disputou 219 jogos e marcou 6 gols.[carece de fontes?]
Em maio de 2024, foi contratado pelo Panathinaikos, assinando por 3 anos com a equipe grega. Sua estreia foi na terceira fase eliminatória da Liga dos Campeões da UEFA de 2024–25 contra o Ajax, substituindo Giannis Kotsiras aos 18 minutos do segundo tempo, além de ter feito 3 jogos pelo Campeonato Grego, inclusive o dérbi contra o Olympiacos, disputado 3 dias antes de sua morte.

## Seleção Grega
Nascido em Buckingham, Baldock era descendente de gregos por parte de sua avó e era considerado elegível para defender a seleção nacional, além da própria Seleção Inglesa. Após obter a cidadania grega em maio de 2022, o lateral fez sua estreia pelo Navio Pirata em junho, na vitória por 1 a 0 sobre a Irlanda do Norte, atuando por 2 minutos. Pela Seleção Grega, foram 12 partidas disputadas e nenhum gol marcado.[carece de fontes?]

## Morte e homenagens
Em 9 de outubro de 2024, Baldock foi encontrado morto na piscina de sua casa na cidade de Glyfáda, próxima a Atenas. Ele pretendia voltar à Inglaterra para comemorar o aniversário de seu filho, e após várias horas sem fazer contato, a esposa do lateral expressou preocupação, até que um amigo da família descobrisse o corpo. Uma autópsia sugeriu que a morte do jogador foi por afogamento, descartando uma ação criminosa, mas outros detalhes sobre o falecimento do jogador seguem desconhecidos.
Um dia depois, Inglaterra e Grécia se enfrentariam em Wembley pela Liga das Nações da UEFA B, e os atletas gregos souberam da morte de Baldock na noite anterior ao jogo. A Federação Helênica de Futebol pediu para que a UEFA adiasse a partida, mas a entidade descartou o pedido alegando falta de datas disponíveis. O Navio Pirata venceu por 2 a 1 (primeira vitória sobre o English Team na história), e o atacante Vangelis Pavlidis (autor dos 2 gols gregos) levantou uma camisa do lateral juntamente com os companheiros de equipe ao comemorar o primeiro gol, dedicando a vitória a Baldock.

## Títulos

### Individuais
Milton Keynes Dons
- Jogador do Ano da Academia: 2010–11[28]
- Jogador Jovem do Ano: 2015–16[29]
- Time do Ano da PFA: 2015–16 (League Two)[carece de fontes?]